# Turmhügel Mögersbronn
Der Turmhügel Mögersbronn, auch Schlössle genannt, ist eine abgegangene mittelalterliche Turmhügelburg (Motte) im Flurbereich „Schlössle“ etwa 850 Meter nordöstlich bis nordnordöstlich der Ortsmitte von Mögersbronn, einem heutigen Stadtteil von Feuchtwangen im Landkreis Ansbach in Bayern.
Von der ehemaligen Mottenanlage ist noch der Turmhügel erhalten.